# Bilhan Derin
Bilhan Derin (* 1971 in Çaycuma, Türkei) ist eine deutsche Regisseurin und Autorin von Kurzfilmen. Ihr Debüt Ayla und die Strumpfhose war 2002 für den besten Kurzfilm beim Max Ophüls Festival nominiert. Ein weiterer Film nach eigenem Drehbuch wurde mit dem Prädikat „wertvoll“ ausgezeichnet.

## Leben
Die gebürtige Türkin lebt seit 1972 in Deutschland, zunächst im Saarland.
Derin begann 1999 das Regiestudium an der Deutschen Film- und Fernsehakademie Berlin. 
Nach ihrem beachteten Debüt Ayla und die Strumpfhose (2001) folgten Banu (2002), der unter anderem auf den Bamberger Kurzfilmtagen lief, mit Aziza-A und Hülya Duyar (Musik: Geo Schaller), Der einäugige Elephant (2003) und Warten auf die Kükenzeit (2004). Letzterer erhielt 2004 das Prädikat „wertvoll“ FBW. Zuletzt entstand Die Dolmetscherin (2008).
Daneben hatte Derin Auftritte als Schauspielerin in Filmen anderer Regisseure. In Seyhan Derins Unberührt spielte sie die Rolle der Suna. In Eoin Moores Spielfilm Im Schwitzkasten (2005) trat sie als Flugbegleiterin auf.